# Eugène Charles Catalan
Eugène Charles Catalan (francès: Eugène-Charles Catalan)  (Bruges, 30 de maig de 1814 - Lieja, 14 de febrer de 1894) va ser un matemàtic francobelga, especialista en teoria de nombres.

## Biografia
Eugène Charles Catalan va néixer el 30 de maig de 1814 a Bruges (avui Bèlgica, però aleshores Imperi Francès). El seu pare, Joseph Catalan, un joier parisenc, no el va reconèixer fins al 1821. La família Catalan es va traslladar a Lille el 1822 i es va instal·lar definitivament a París cap el 1825. Després d'estudiar a l'École du Dessin entre 1829 i 1833, aquest darrer any va ingressar a l'École polytechnique on. al principi, anava a la mateixa classe que Liouville, però va ser expulsat de l'escola l'any següent. El van autoritzar a reprendre els estudis el 1835 i es va graduar el mateix any. A continuació va ensenyar matemàtiques a l'Escola d'Arts i Oficis de Châlons-sur-marne. El seu amic Liouville el va ajudar a obtenir, el 1838, un lloc de professor de geometria descriptiva a la Politècnica. Però les seves activitats polítiques van posar fre a la seva carrera; tenia fortes idees polítiques republicanes,  i, a partir de la revolució francesa de Juliol de 1830, va mantenir el seus ferms compromisos polítics.
Va ensenyar durant diversos anys al liceu Charlemagne. El 1844, en una carta a l'editor del Journal de Crelle, Catalan va escriure la seva cèlebre conjectura:
«Li prego, senyor, si vol enunciar, en el seu recull, el teorema següent, que crec vertader, tot i que encara no he aconseguit demostrar-lo completament: d'altres seran potser més encertats:
 Dos nombres enters consecutius, diferents de 8 i 9 no poden ser potències exactes; en altres paraules: l'equació
{\displaystyle x^{p}-y^{q}=1\,}
en què les incògnites són nombres enters i positius, no admet més que una única solució.»
Aquesta conjectura no va ser demostrada fins al 2002 per Preda Mihăilescu.
Va participar en la revolució de 1848 i el 1865, va deixar finalment França per tornar a Bèlgica, i va ensenyar anàlisi a la Universitat de Lieja.
Catalan va fundar el 1874, juntament amb el seu amic Paul Mansion, la revista de matemàtiques La Nouvelle Correspondance mathémàtique. Catalan va treballar en Anàlisi matemàtica estudiant les equacions diferencials i les sèries de potències enteres, interessant-se en el càlcul d'integrals múltiples; va fer investigacions en geometria diferencial (va publicar el 1843 els seus resultats sobre les superfícies algebraiques que porten avui el seu nom i també va descriure els políedres de Catalan, en teoria de la probabilitat/combinatòria i en teoria de nombres. Va publicar una gran part dels seus resultats d'investigació en el Journal de Mathématiques Pures et Appliquées.
Va rebre la Creu de Cavaller de l'Orde de Léopold, el 1879. Considerat llavors com un matemàtic molt eminent en teoria de nombres, va ser designat el 1883 per l'Acadèmia de les ciències belga, per ser un dels tres jurats encarregats d'atorgar un premi per a una demostració del darrer teorema de Fermat.
Va morir el 14 de febrer de 1894 a Lieja.
Actualment, l'Acadèmia Reial de Bèlgica atorga el Premi Eugène-Catalan, cada cinc anys, a un savi belga o francès que hagi fet un avenç important en les ciències matemàtiques pures.
Nombres sovint utilitzats en combinatòria porten el seu nom: els nombres de Catalan.
Una constant porta igualment el seu nom: la constant de Catalan.